# Aéroport de Kajaani
L'aéroport de Kajaani (Kajaanin lentoasema en finnois, code IATA : KAJ • code OACI : EFKI), est un aéroport régional de Finlande situé dans le nord-est du pays, à 8 km au nord de la ville de Kajaani. Sa construction débute en 1939, pendant la guerre d'Hiver. Le premier terminal est inauguré en 1957. C'est aujourd'hui le seul aéroport à desservir directement la région du Kainuu et ses sites touristiques (station de ski de Vuokatti) et miniers (mine de Talvivaara).

## Utilisation de l'aéroport
La seule liaison permanente est celle vers la capitale Helsinki, effectuée par Finnair et Finncomm Airlines. En 2008, l'aéroport se classait quinzième en Finlande pour le trafic passagers avec 84 609 passagers accueillis. La capacité est de 150 000 et la baisse du trafic a été régulière depuis 2002 (104 000 passagers) et ce malgré des efforts réels pour développer le tourisme hivernal.
| Compagnies | Destinations    |
| ---------- | --------------- |
| Finnair    | Helsinki-Vantaa |

Édité le 24/02/2020  Actualisé le 01/03/2023

## Situation
| \| 50 km1:2 811 000 \| Enontekiö Helsinki-Malmi Helsinki-Vantaa Ivalo Joensuu Jyväskylä Kajaani Kemi-Tornio Kittilä Kokkola-Pietarsaari Kuopio Kuusamo Lappeenranta Mariehamn Oulu Pori Rovaniemi Savonlinna Tampere Turku Vaasa Varkaus |
| 50 km1:2 811 000 |

## Trafic de passagers
Pour des raisons techniques, il est temporairement impossible d'afficher le graphique qui aurait dû être présenté ici.

Voir la requête brute et les sources sur Wikidata.
| Année | Domestique | International | Total  | Variation            |
| ----- | ---------- | ------------- | ------ | -------------------- |
| 2005  | 93 470     | 5 985         | 99 455 | −4,4 % Modèle:Laskua |
| 2006  | 87 273     | 5 464         | 92 737 | −6,8 %               |
| 2007  | 87 061     | 3 741         | 90 802 | −2,1 %               |
| 2008  | 81 243     | 3 366         | 84 609 | −6,8 %               |
| 2009  | 70 848     | 2 552         | 73 400 | −13,3 %              |
| 2010  | 63 980     | 2 033         | 66 013 | −10,1 %              |
| 2011  | 74 985     | 3 099         | 78 095 | +18,3 %              |
| 2012  | 70 369     | 7 483         | 77 825 | −0,3 %               |
| 2013  | 69 817     | 4 741         | 74 558 | −4,2 %               |